# Max Jensen

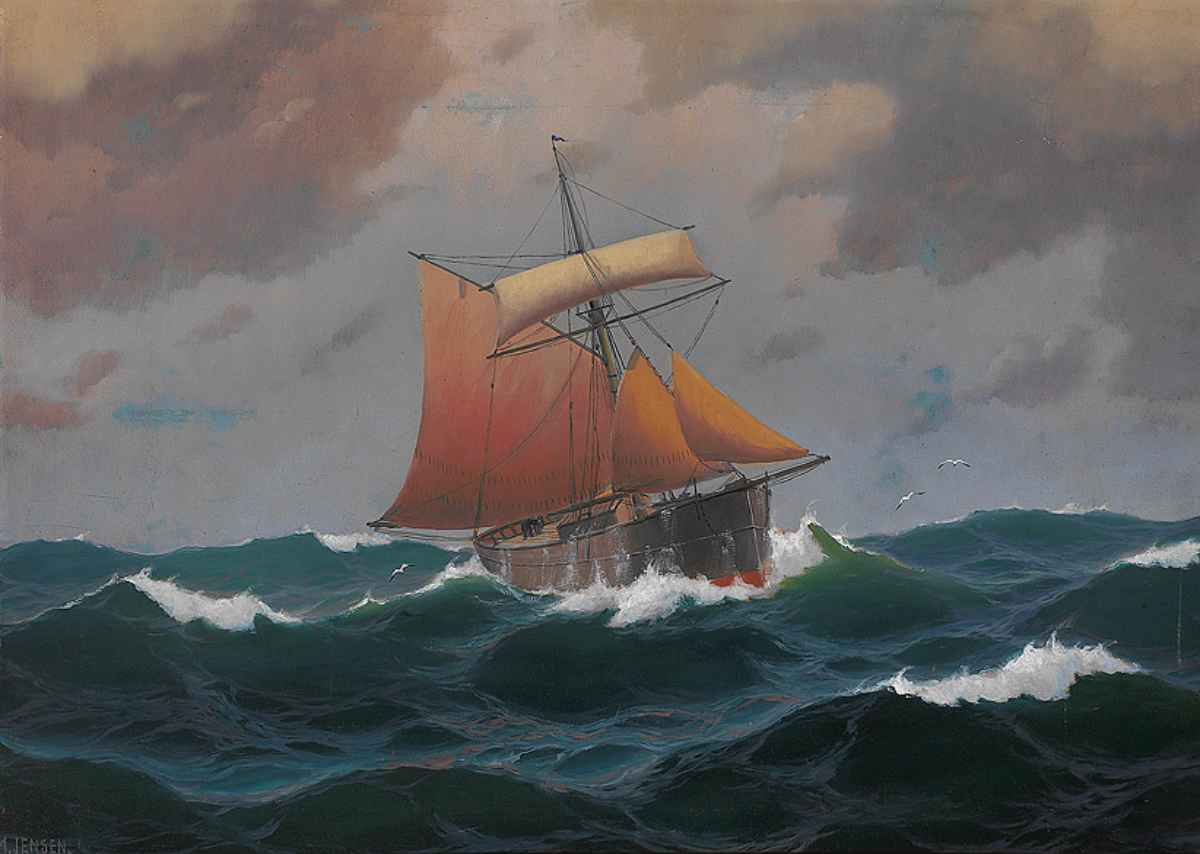
Schoner in bewegter See, um 1880

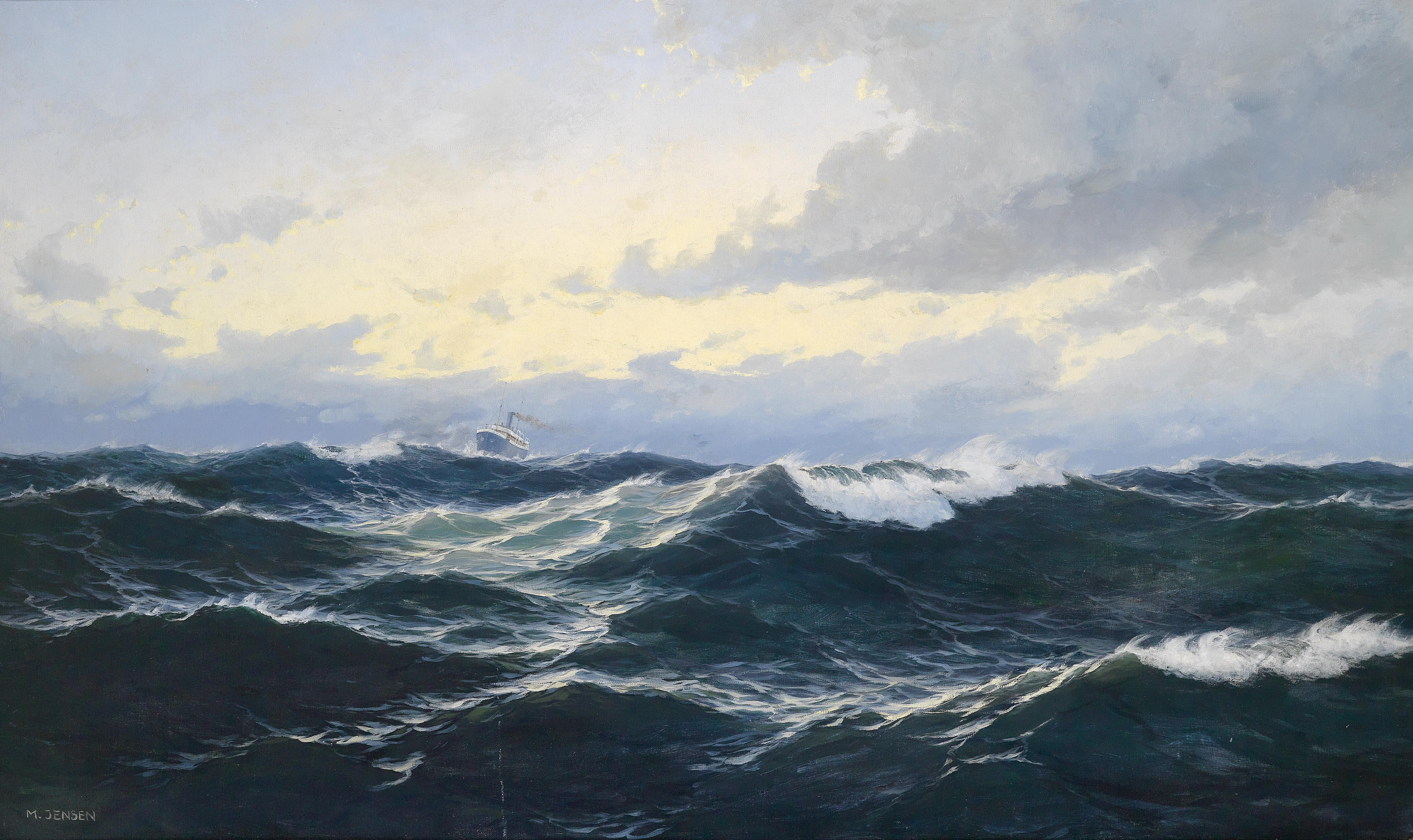
Marinestück mit Dampfer

Max Jensen (* 1860 in Berlin) war ein deutscher Marinemaler, tätig von 1877 bis 1908.

## Leben
Jensen studierte an der Berliner Akademie der Künste, danach setzte er sein Studium an der Akademie der Künste in Düsseldorf fort. Er stellte seine Landschaftsbilder auf Ausstellungen in Deutschland, Dänemark und Holland aus. Max Jensen wohnte in Berlin, verbrachte aber viel Zeit an den Nordsee- und Ostseeküsten, wo seine maritimen Motive mit oftmals tosenden Meereswellen und stürmischen Wolkenlandschaften entstanden.
Seine Tochter und spätere Malerin Elisabeth (1900–1991) lebte ab 1933 in der Schweiz.